# Pavla Valníčková
Pavla Valníčková (též Pavla Francová) (* 19. ledna 1972, Kraslice) je česká nevidomá atletka, lyžařka a československá paralympionička.

## Vzdělání
V roce 1990 vystudovala Gymnázium pro mládež s vadami zraku v Praze. Poté absolvovala bakalářské studium překladatelství a tlumočnictví na Filozofické fakultě Univerzity Karlovy v Praze. V letech 1996 až 1998 absolvovala magisterské studium v oboru psychoterapie a poradenství na West Chester University of Pennsylvania.

## Sportovní kariéra
V letech 1988 až 1992 na vrcholných závodech zdravotně postižených osob získala téměř dvě stě medailí. Na letní paralympiádě v Barceloně v roce 1992 vytvořila v běhu na 1 500 metrů paralympijský rekord a v běhu na 3 000 metrů vytvořila světový rekord. Na zimních paralympijských hrách v Albertville v roce 1992 získala stříbrnou medaili v běhu na lyžích na 5 km a bronzovou medaili v běhu na lyžích na 15 km (vše za československou reprezentaci).